# Cadirat del cor

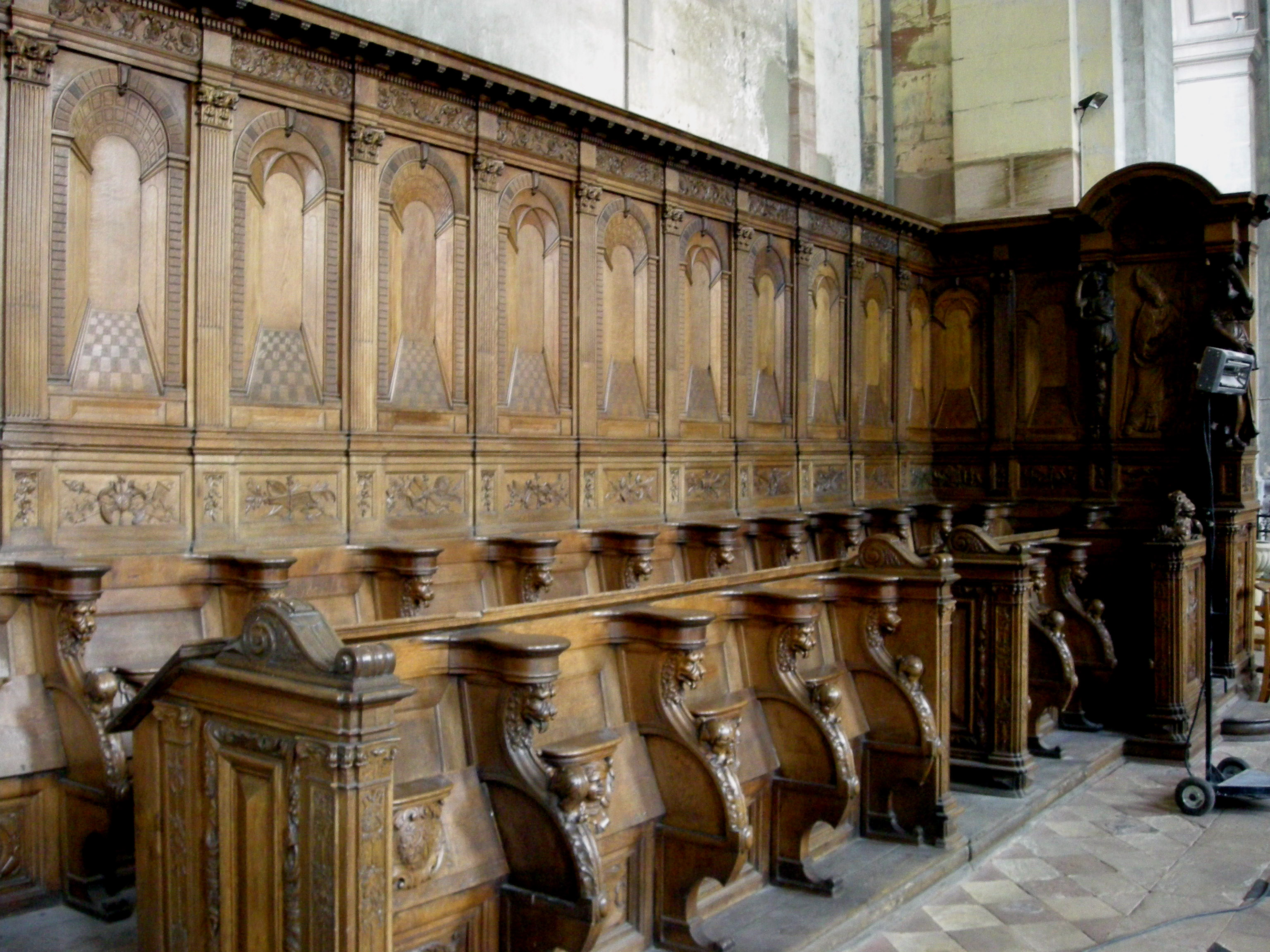
Cadirat del cor del de l'església abat de Moyenmoutier.

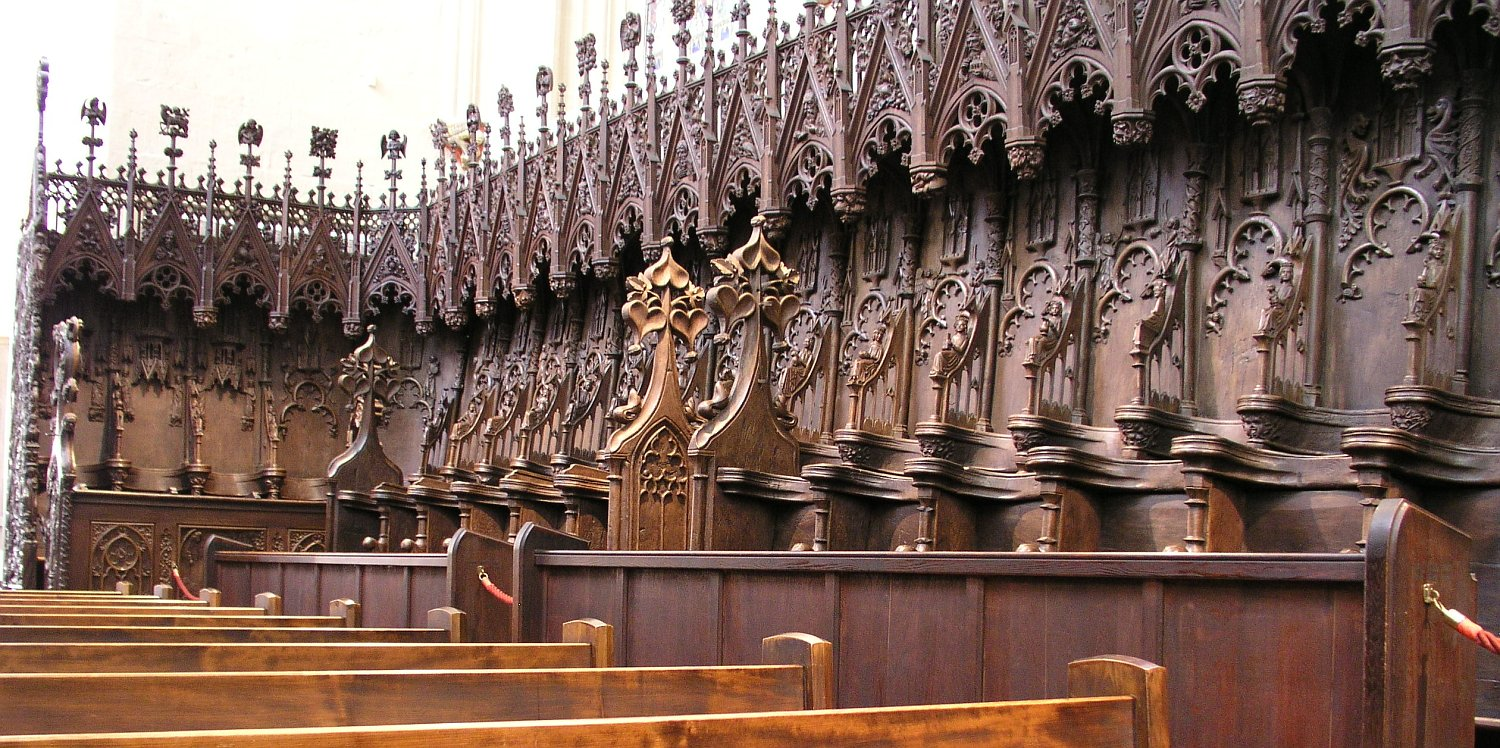
Cadirat del cor de la catedral de Erfurt.

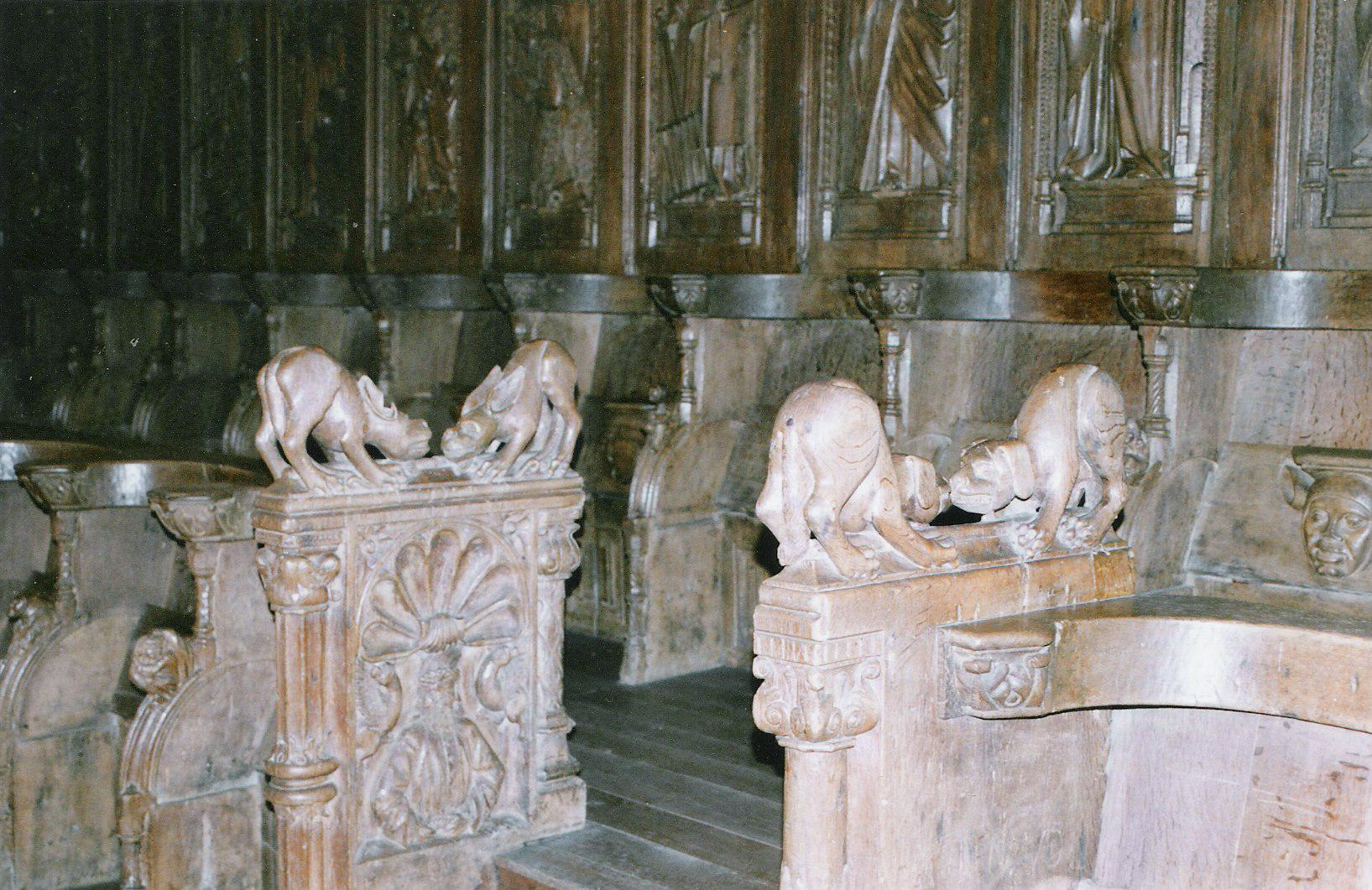
Cadirat del cor de l'església de Notre-Dame de Bourg-en-Bresse.

El cadirat del cor són els seients de fusta que es troben en ambdós costats del cor d'una església i es reserven per als membres del clergat.

## Característiques
Els seients del cadirat s'organitzen en dos nivells per complir amb els dos graus del clergat: el nivell superior està destinat per als cànons i la part inferior per als titulars (aquells que tenen un títol eclesiàstic).
Els seients són plegables i desmuntables i compten amb un suport anomenat "misericòrdia", que servia com a suport per al temps que s'estava dret. Cada seient està separat del següent per un braç. Dels seients sobresurt un suport alt o un dosser. Sempre hi ha un o dos llocs més grans i amb una decoració més elaborada, que eren destinats al sacerdot o bisbe.

## Misericòrdies
Al segle xi apareix per primera vegada el terme de misericòrdia. Es van presentar en forma de petites cadires plegables. No tots els cànons tenien una pel que possiblement només es reservaven als més importants. Algunes misericòrdies són autèntiques obres d'enginyeria, a més de ser de gran diversitat, representant els diferents tipus de debilitats humanes.

### Misericòrdies esculpides a Bèlgica

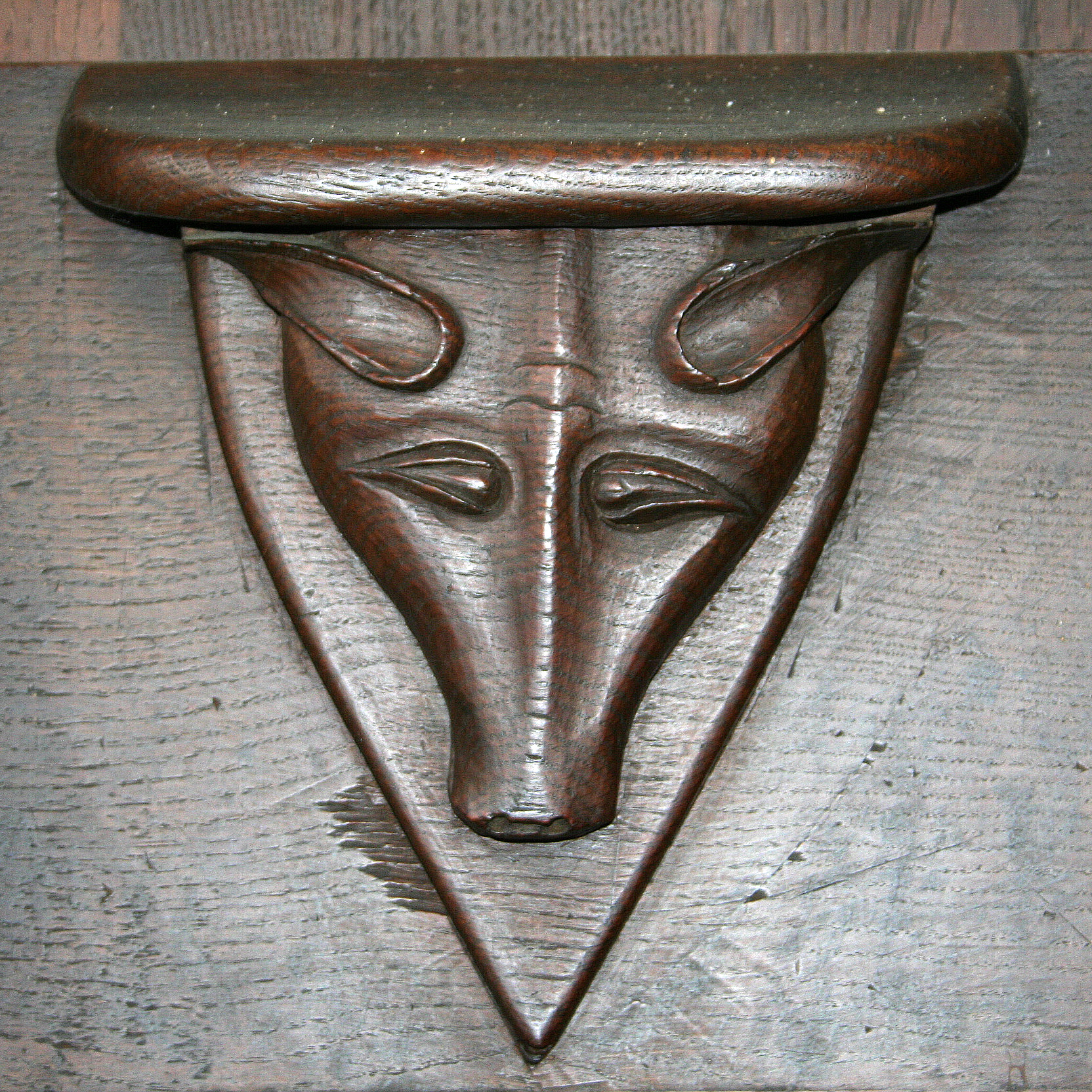
satire de la gourmandise - Hastière-par-delà.
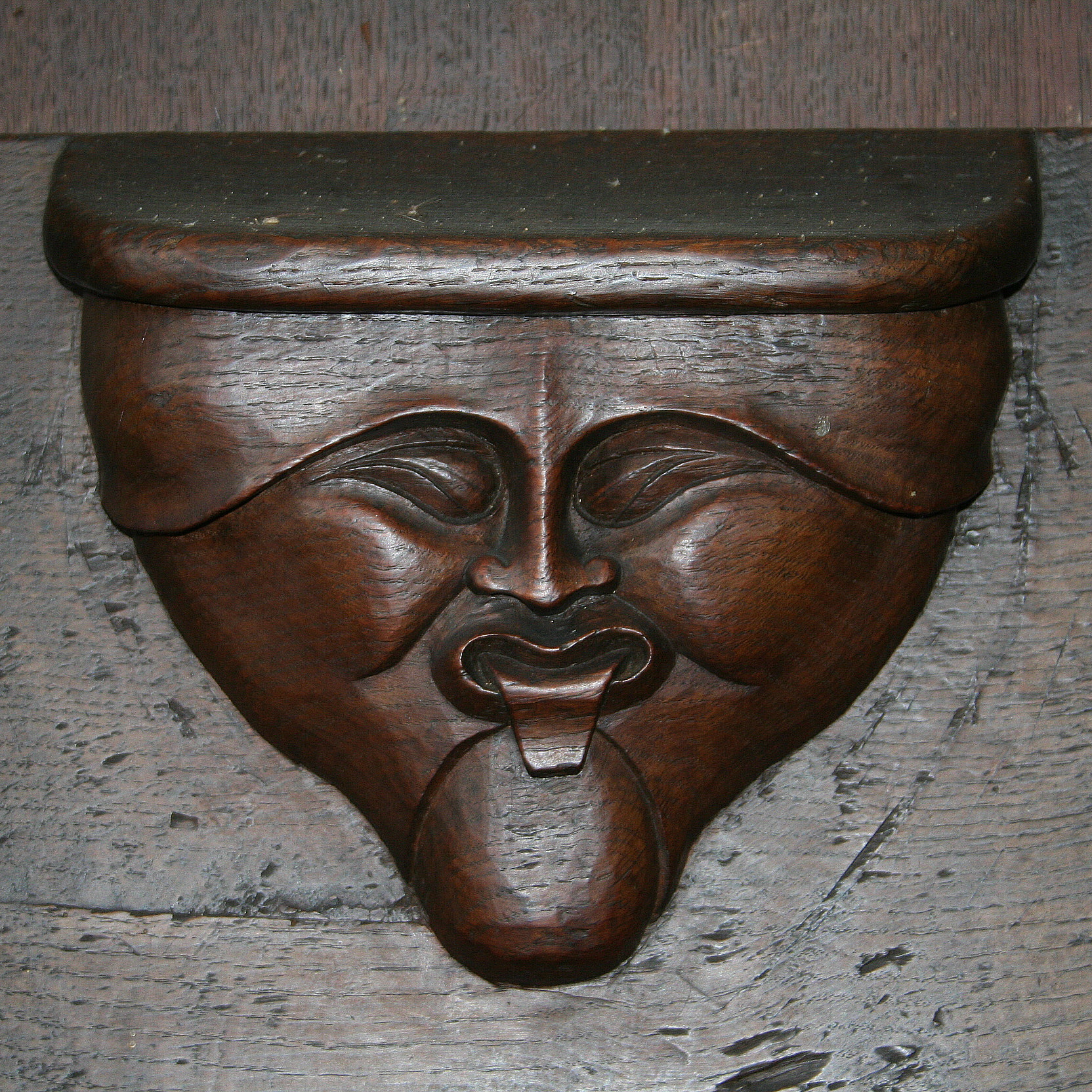
Satire de la médisance - Hastière-par-delà.
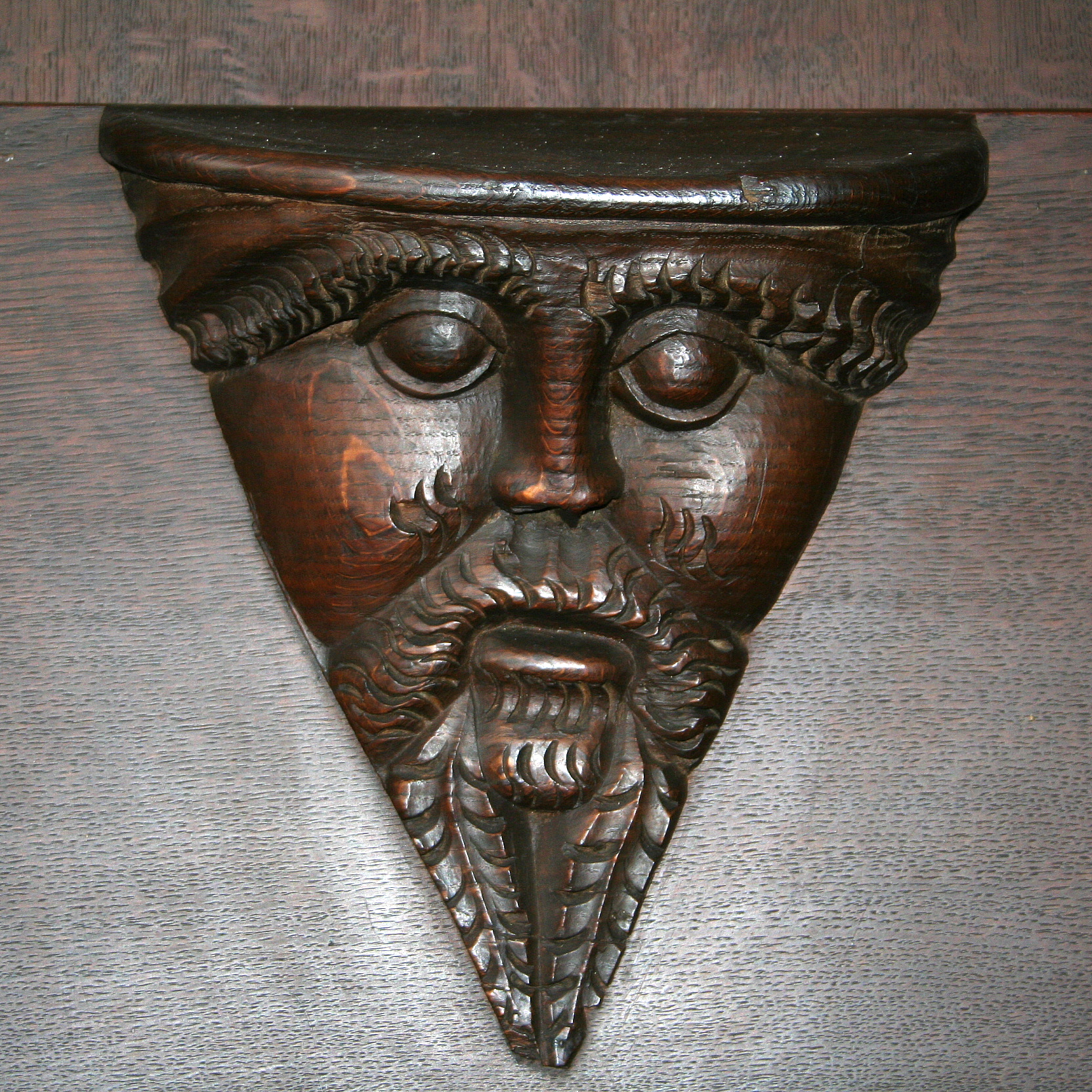
Satire du seigneur féodal - Hastière-par-delà.
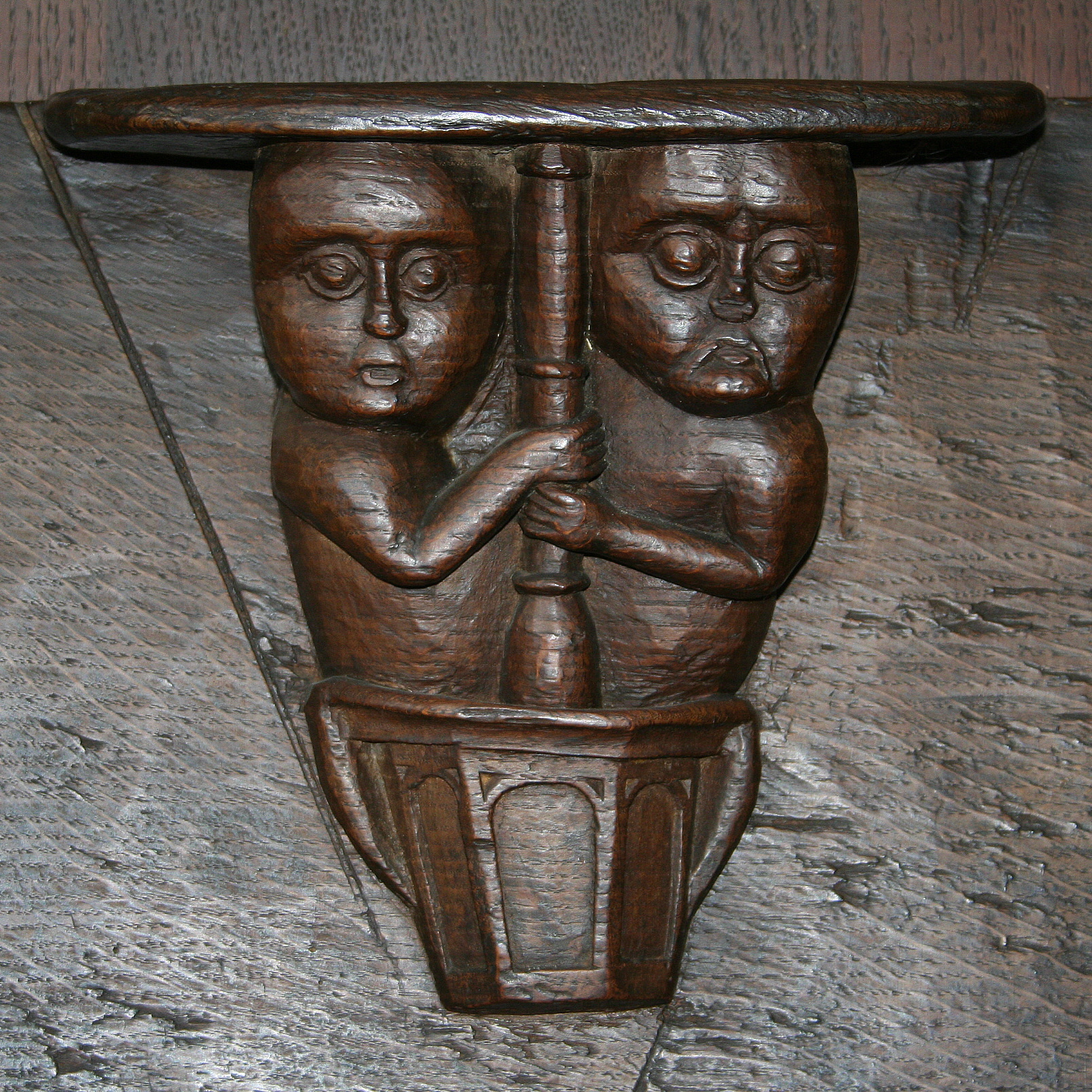
Satire du mariage - Hastière-par-delà.
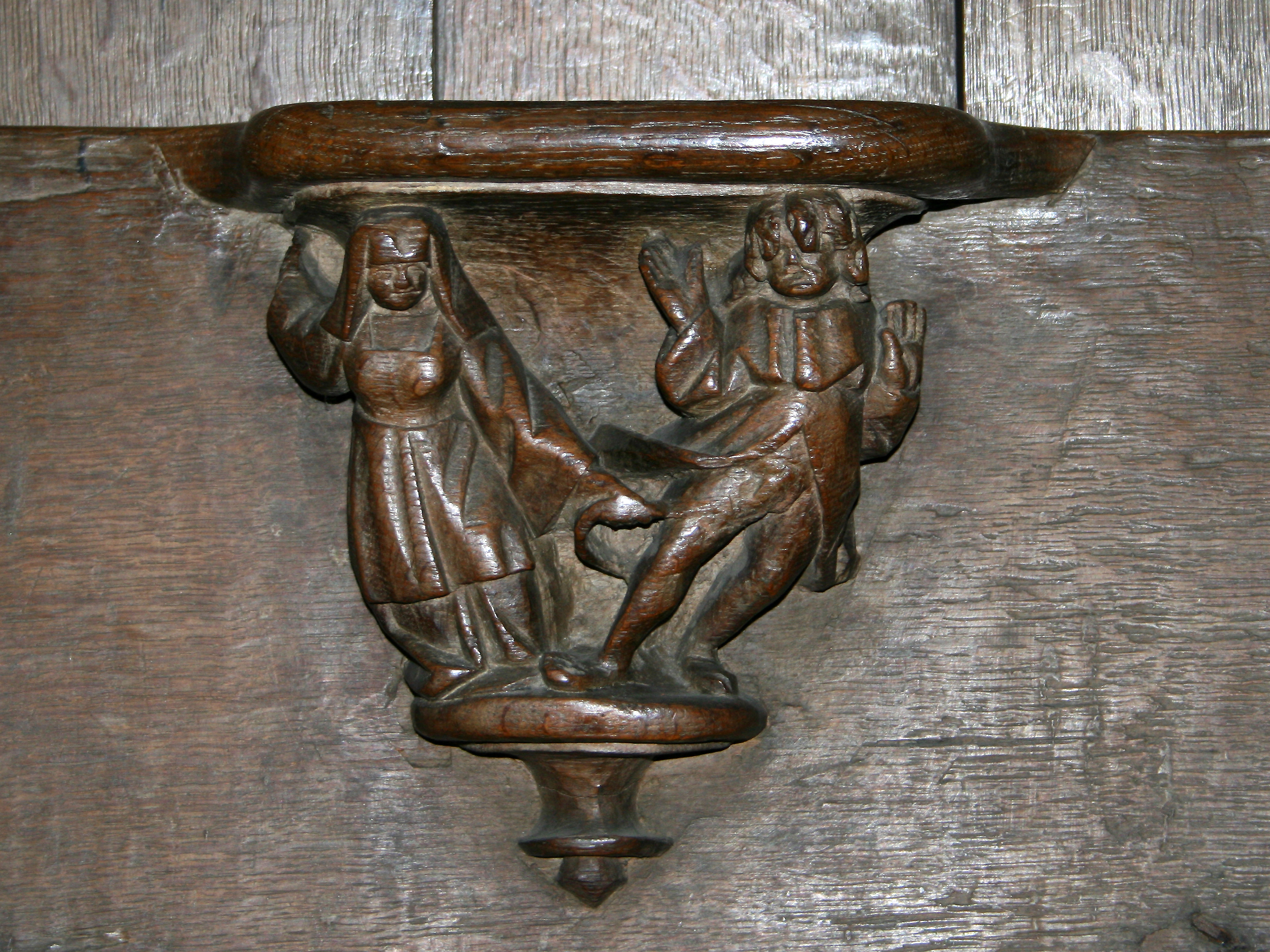
Satire de la luxure - Walcourt.
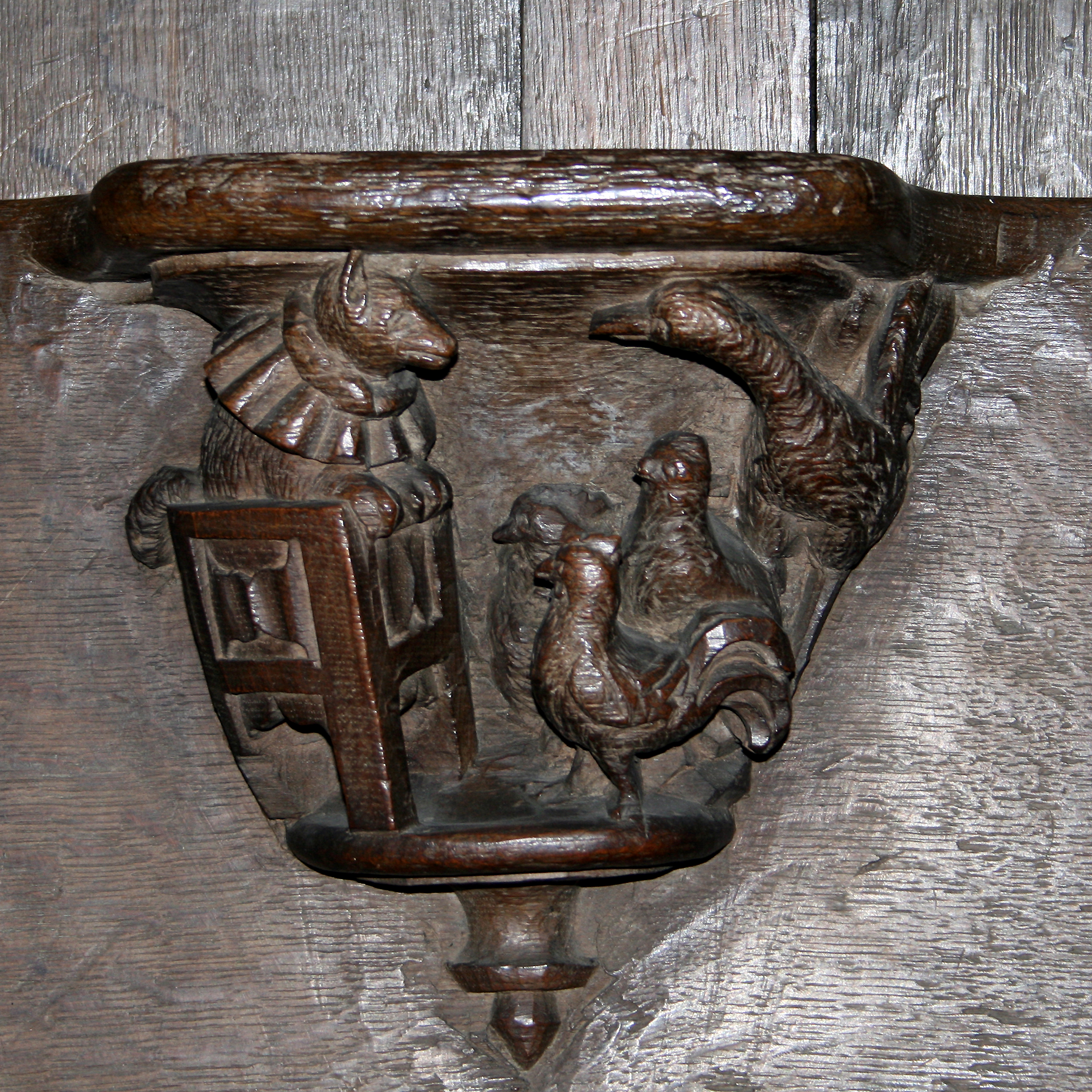
Proverbe flamand - Walcourt.
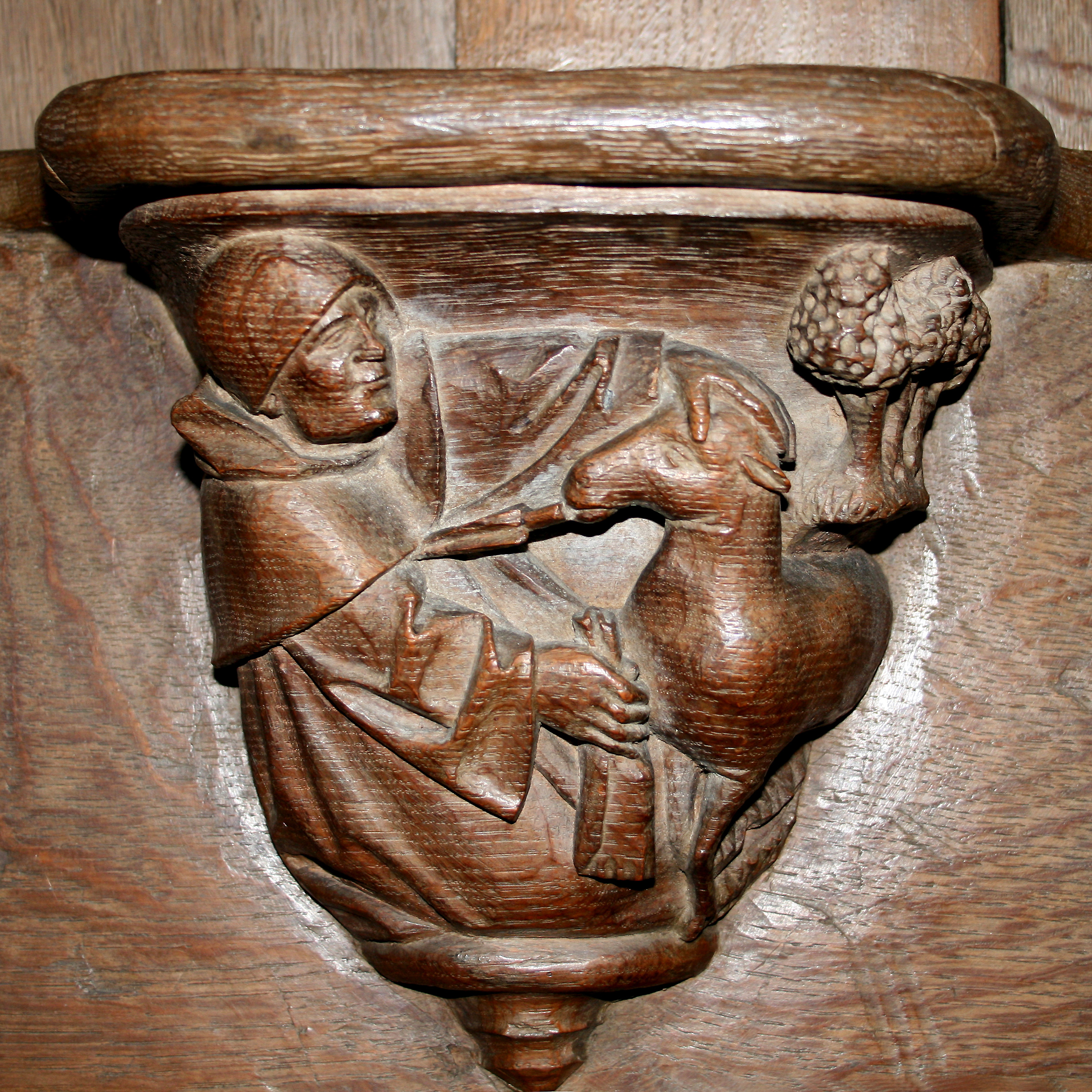
Le moine et l'agneau - Walcourt.
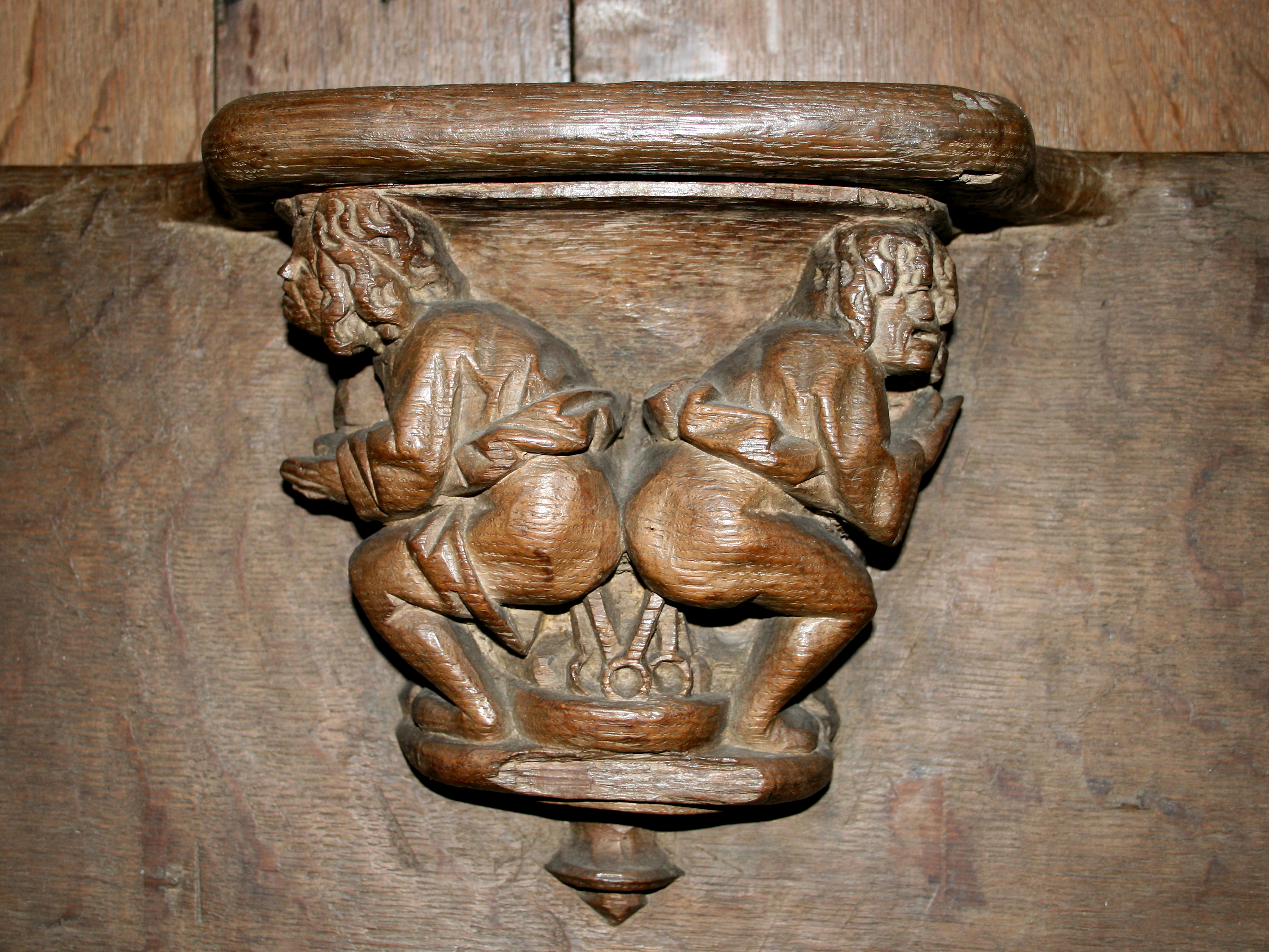
Sujet satyrique - Walcourt.

### Misericòrdies esculpides a Bourg-en-Bresse

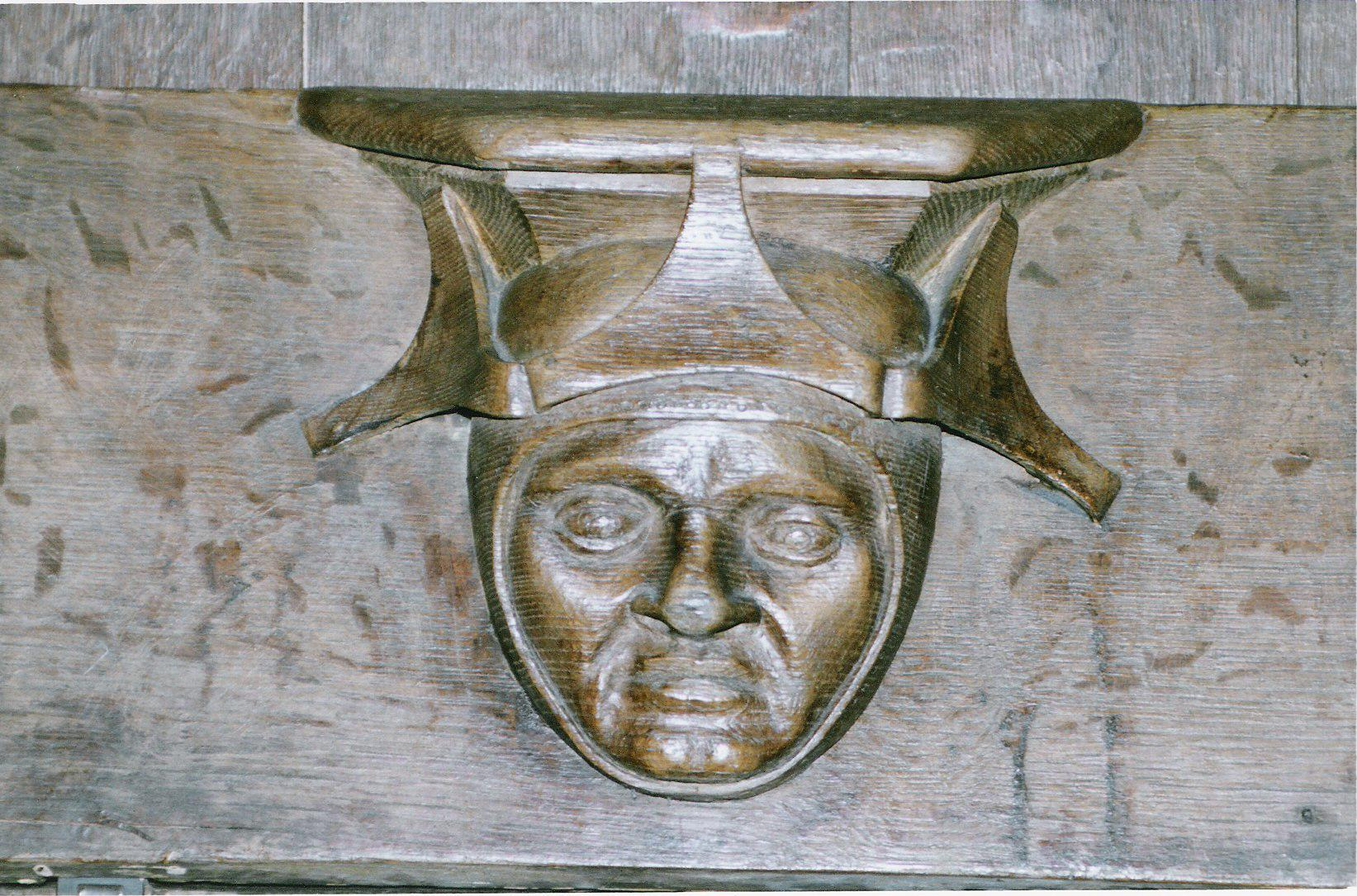
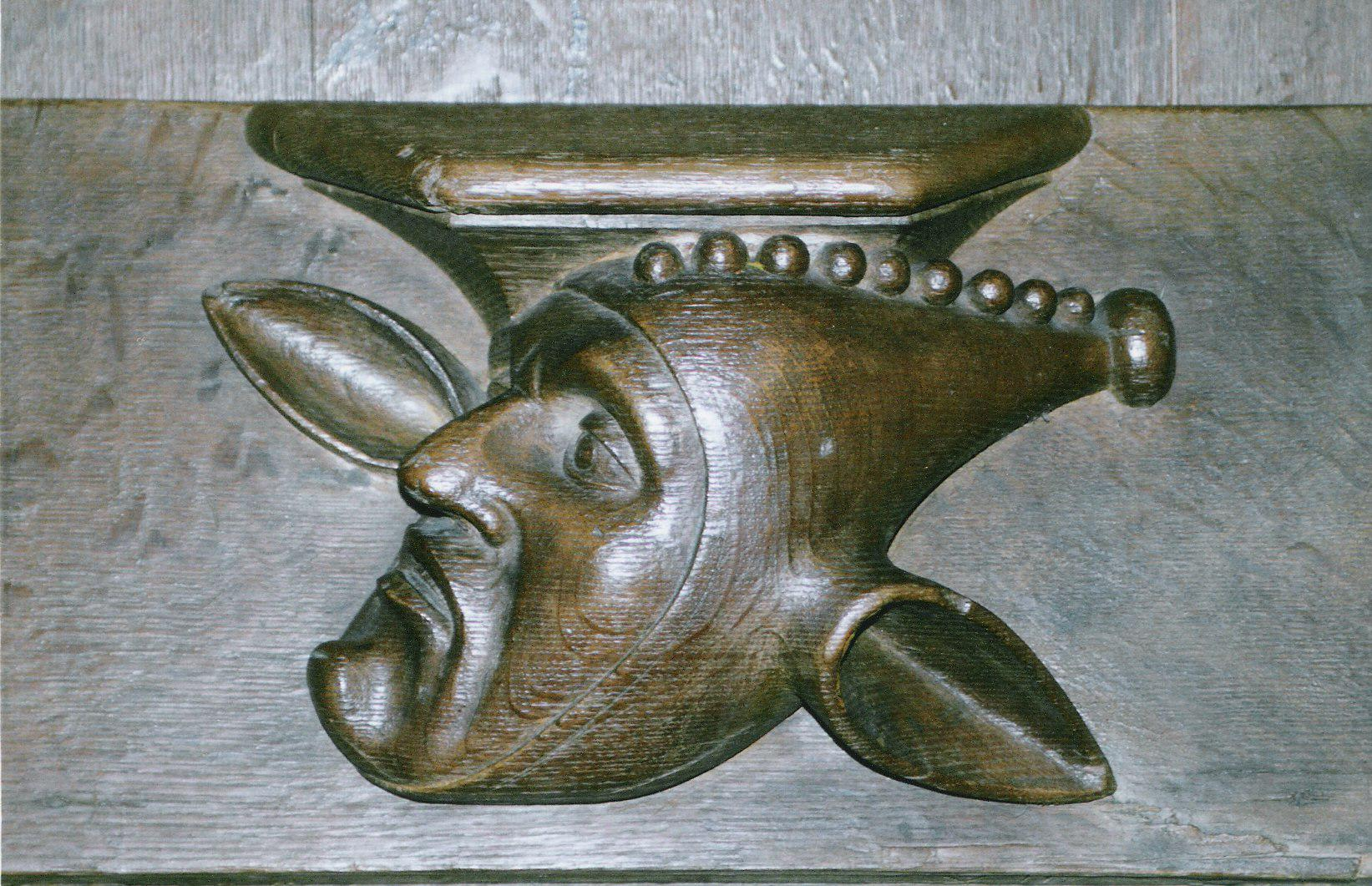
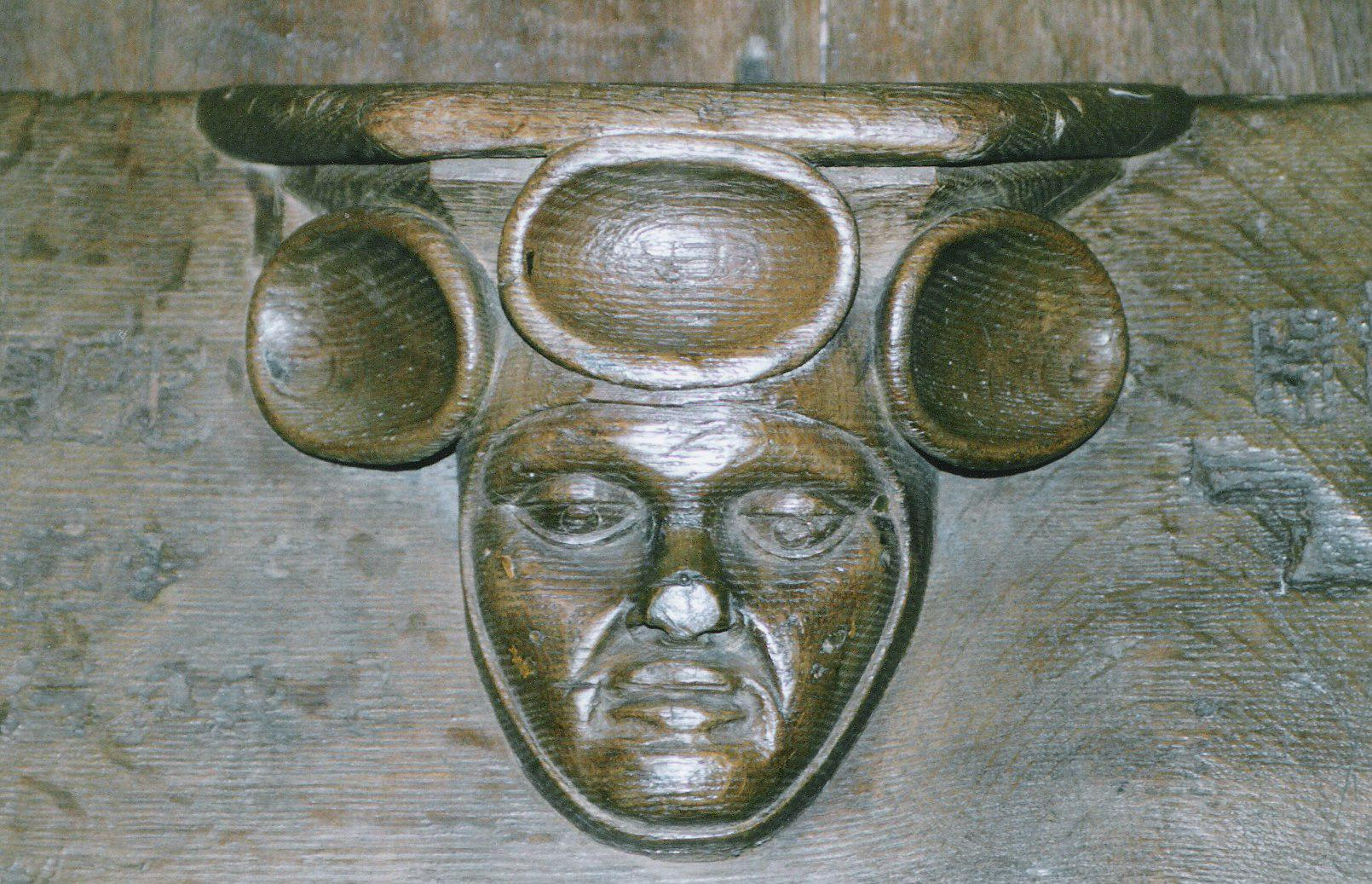
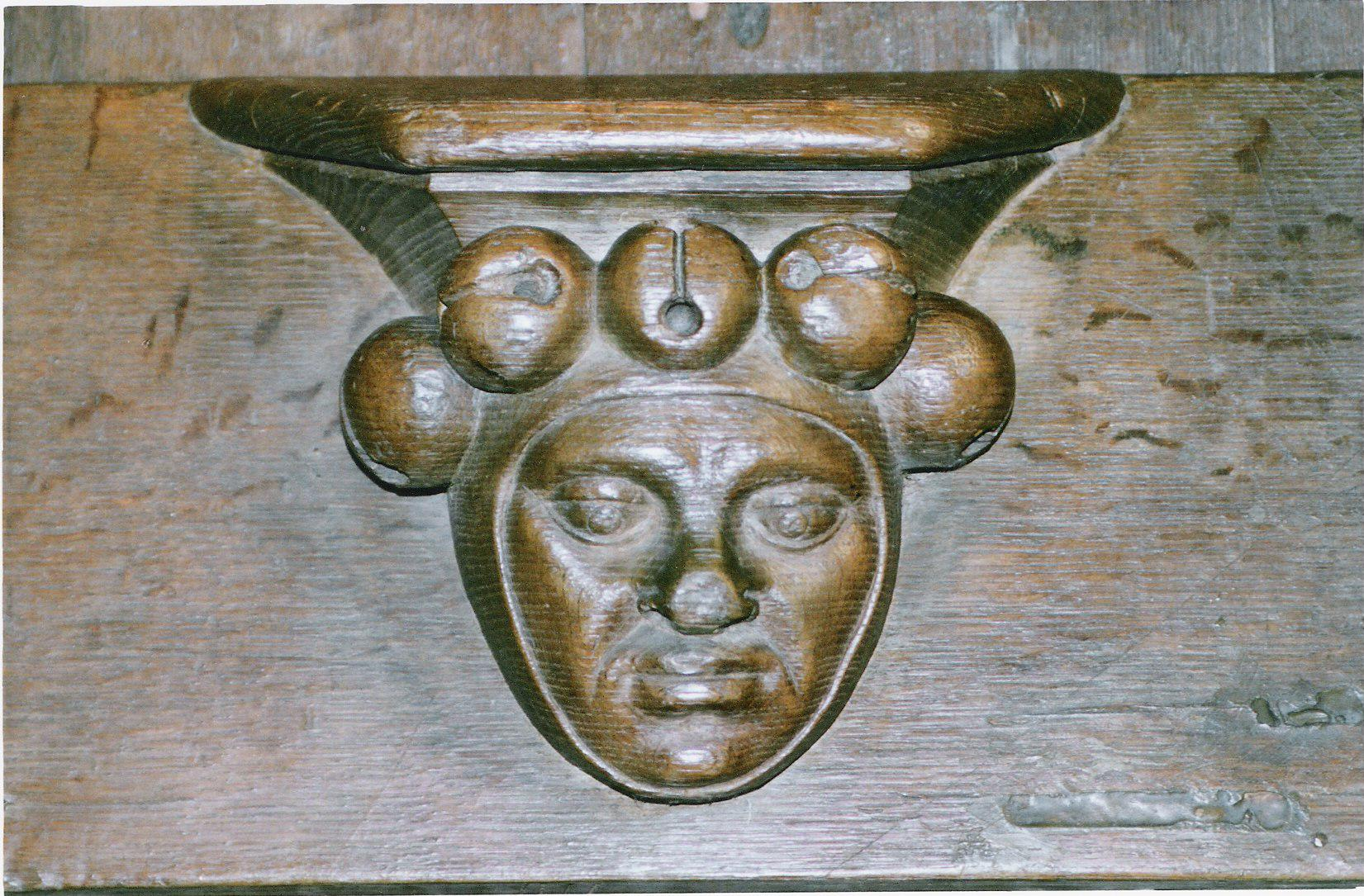
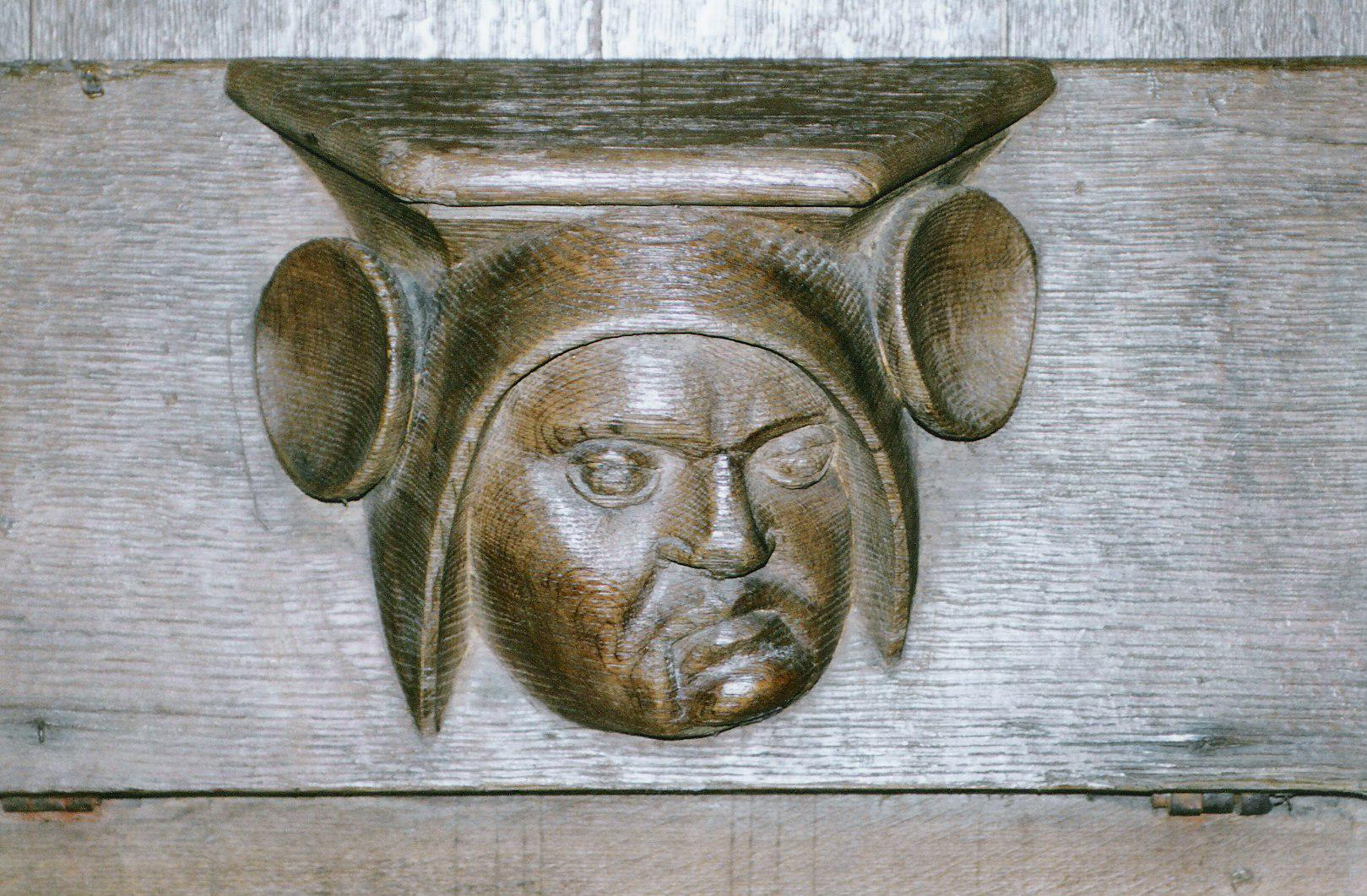
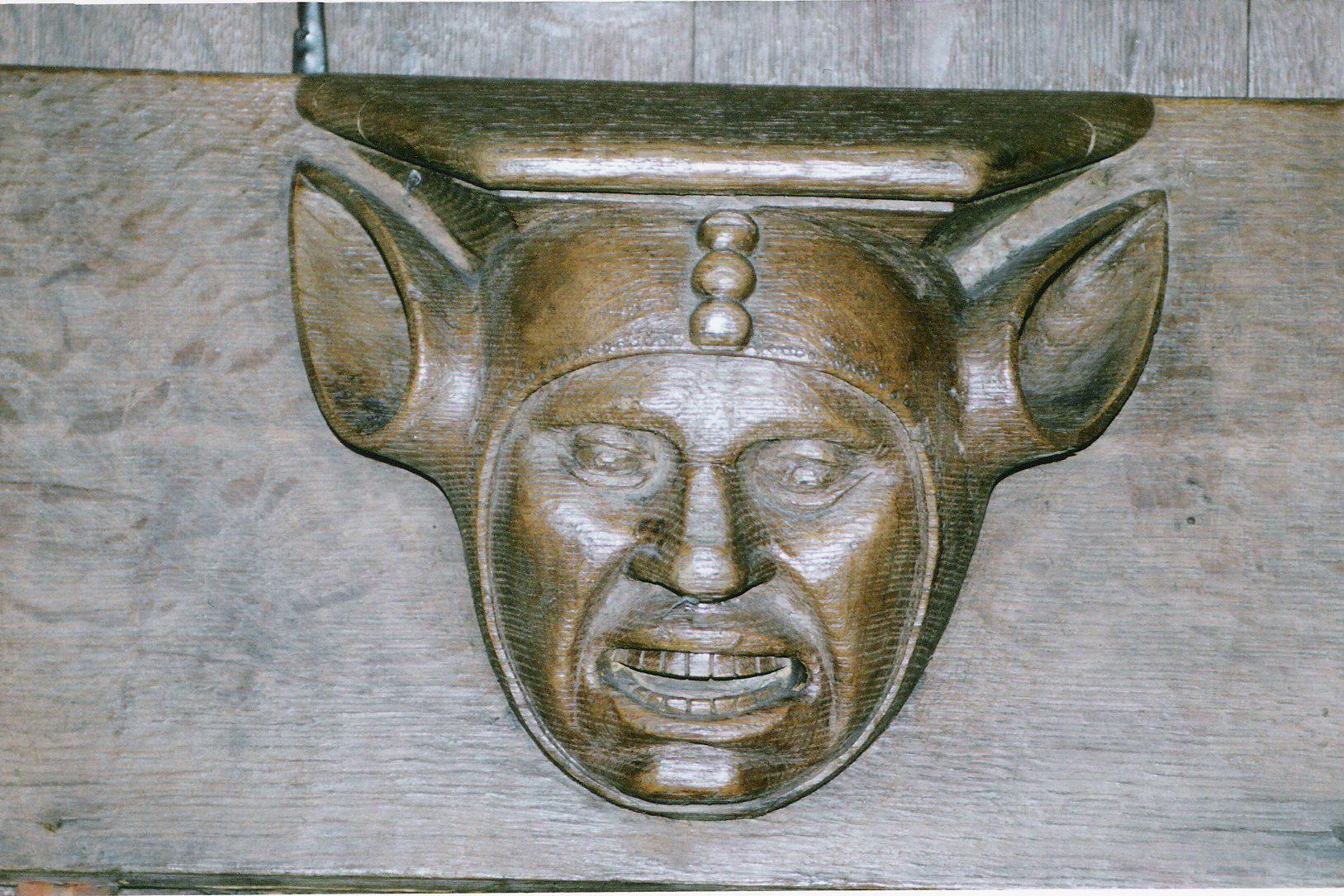
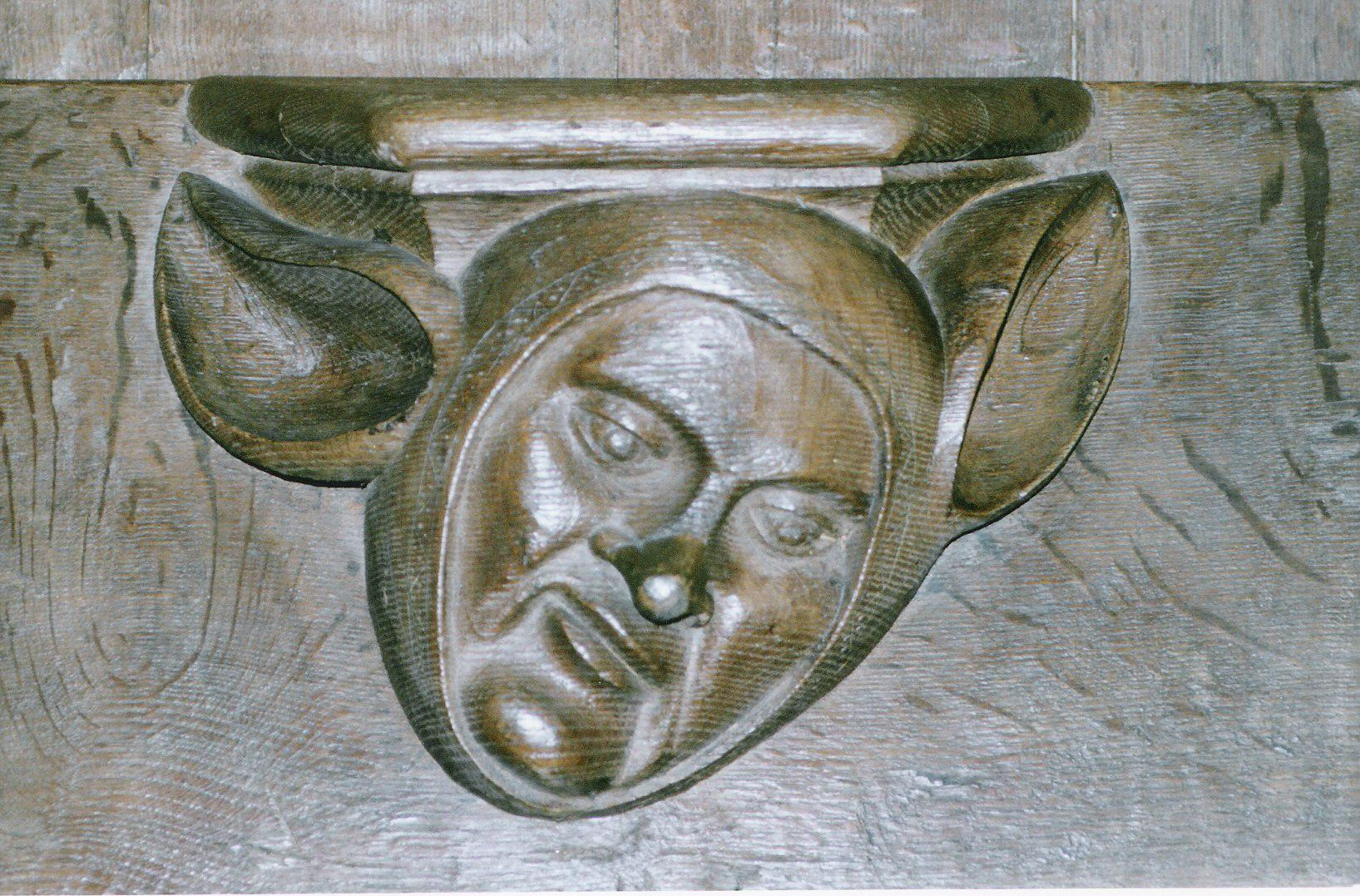
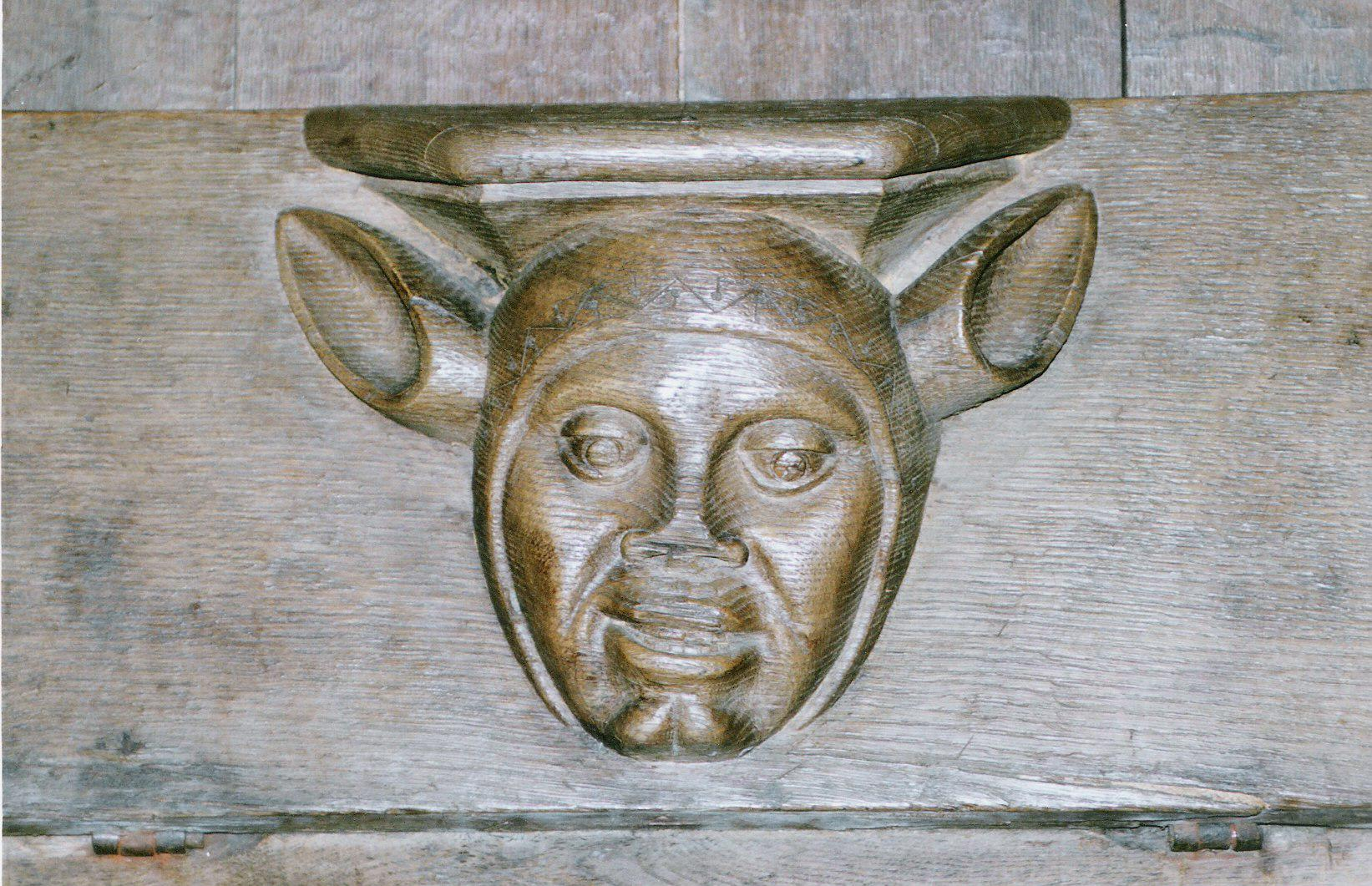
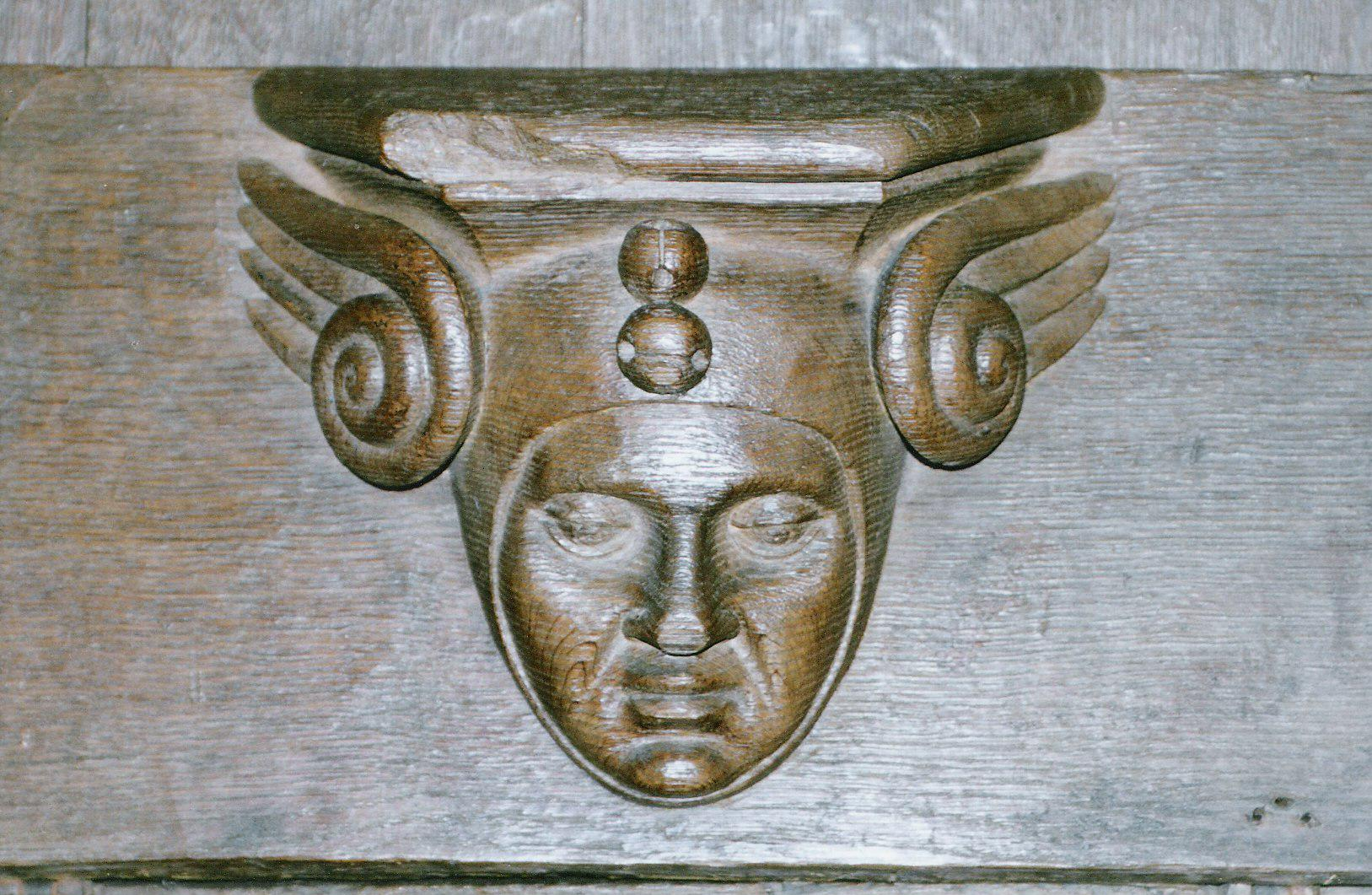
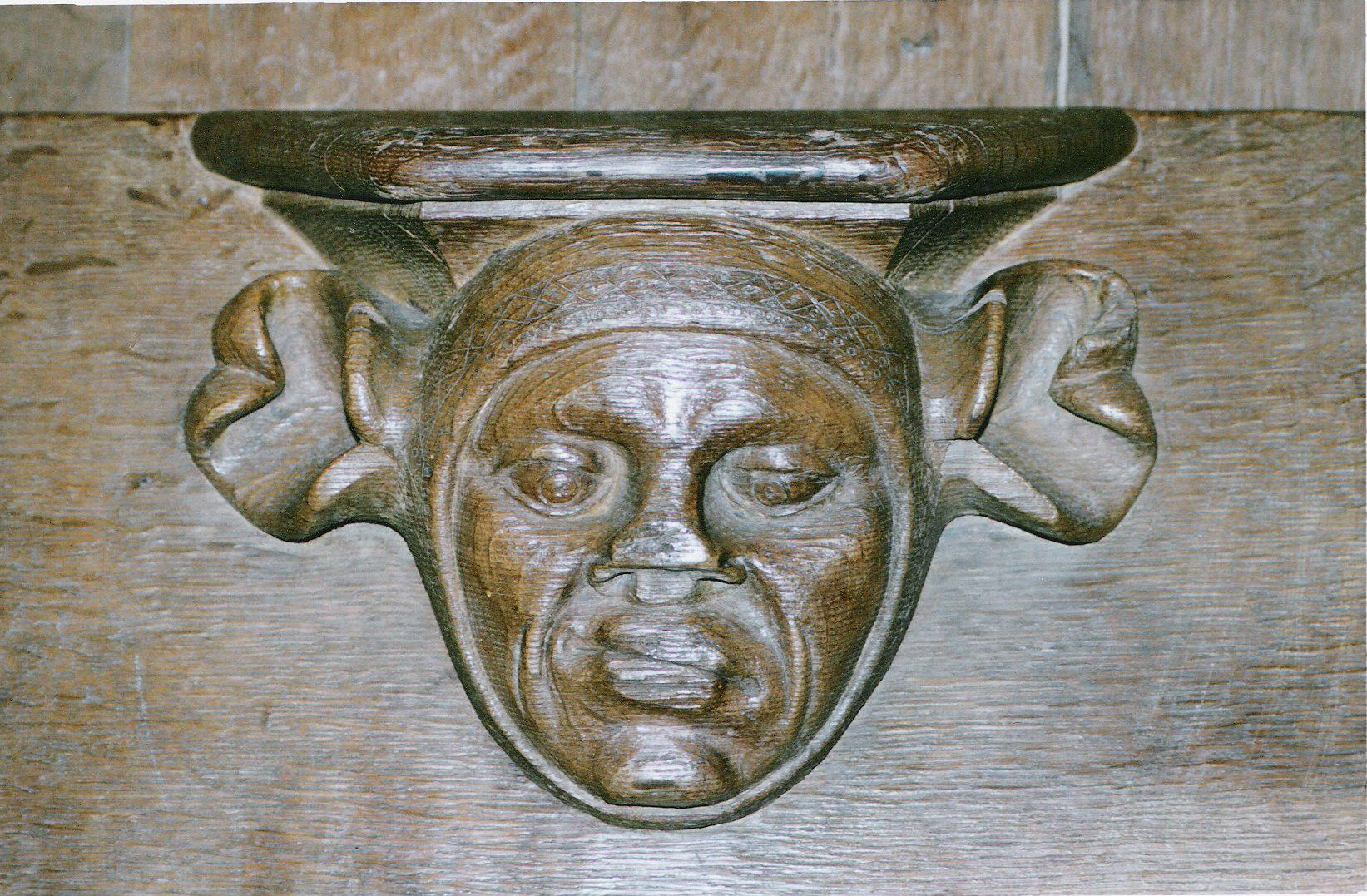
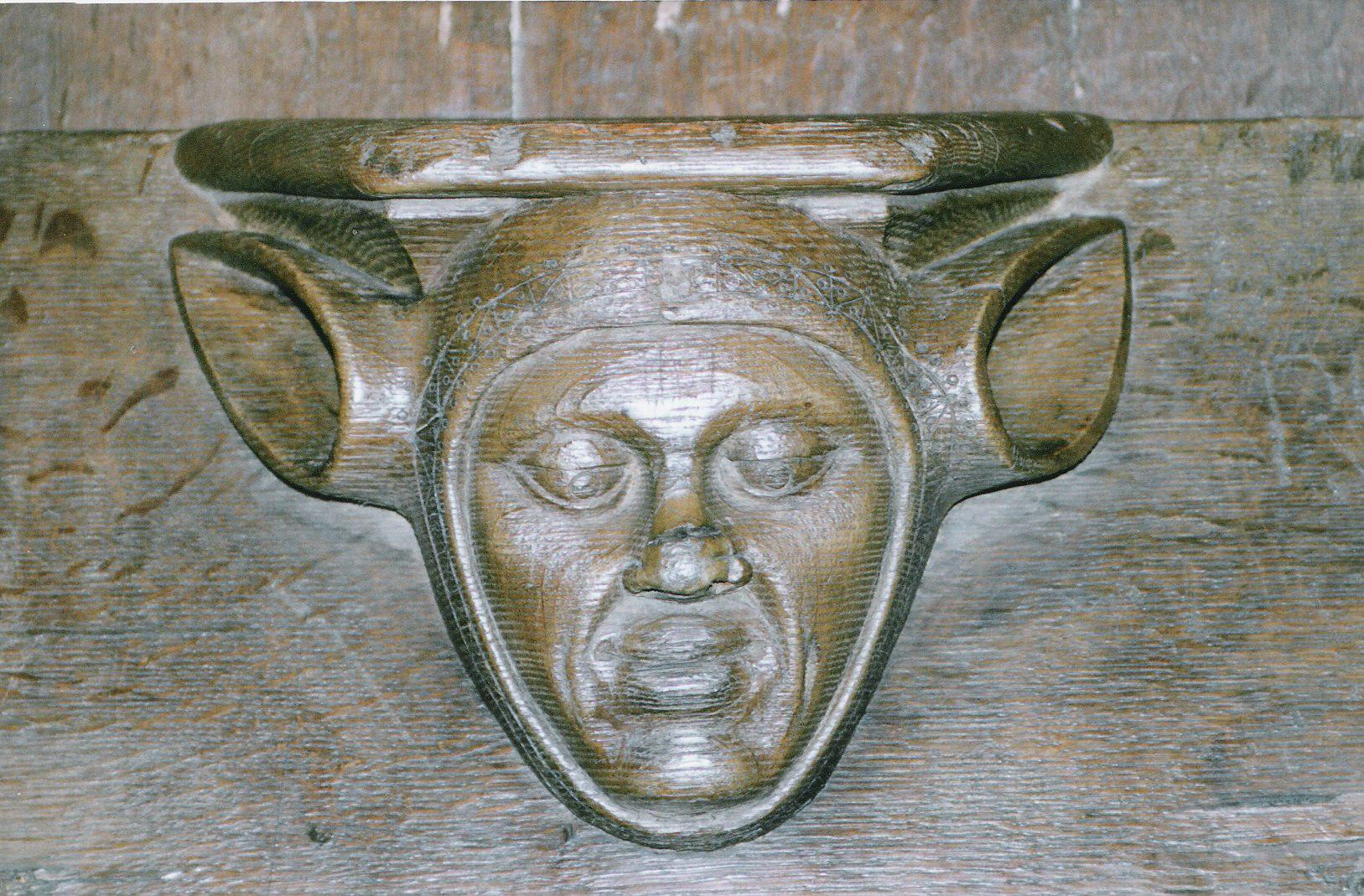